# Tionne Watkins
Pour les articles homonymes, voir Watkins.
Tionne Tenese « T-Boz » Watkins, née le 26 avril 1970 à Des Moines dans l'Iowa, est une chanteuse américaine de RnB, leader du groupe féminin TLC.

## Biographie
Leader du groupe TLC, elle représente la partie hip-hop/funk et sa personnalité est d'être cool.
Atteinte de drépanocytose depuis l'enfance, elle est la porte-parole d'une association qui lutte contre cette maladie. C'est pour cette raison qu'elle a participé à l’émission de téléréalité The Celebrity Apprentice 2, en 2009. À cause de cette maladie, les médecins lui avaient dit qu'elle ne pourrait pas avoir d'enfants et qu'elle ne pourrait plus vivre après ses 30 ans.
Parallèlement à son travail avec TLC, elle mène une carrière solo. Elle a enregistré les singles Touch Myself, pour la bande originale du film Liens d'acier en 1996, et My Getaway, pour la bande originale des Razmoket à Paris, le film en 2000.
Elle a également collaboré avec plusieurs artistes dont Society of Soul sur Changes (1995), la rappeuse Da Brat sur Ghetto Love (1996), Paula Cole sur Be Somebody (1999), Keith Sweat sur He Say She Say (2000), Raphael Saadiq sur Different Times (2002) ou encore Little Mix sur Red Planet (2012).
En 2013, elle publie le titre Champion au profit de la recherche sur la drépanocytose et la leucémie.
Le 21 octobre 2013 la chaîne VH1 diffuse un biopic sur TLC, CrazySexyCool: The TLC Story, dont Watkins et Rozonda Thomas sont les productrices. Le rôle de Watkins est joué par Drew Sidora et par sa fille Chase, lorsqu'elle était jeune.
En janvier 2015, elle annonce, avec sa comparse Rozonda « Chilli » Thomas, la sortie du cinquième et dernier album de TLC. Pour ce projet, un financement participatif a été lancé via Kickstarter, auquel Katy Perry a donné 5 000 dollars.
Pour son travail avec les TLC, T-Boz a remporté cinq Grammy Awards.
Elle a joué dans le film Belly en 1998 avec les rappeurs Nas et DMX.

## Vie personnelle
Elle s'est mariée au rappeur Mack 10 en 2000. De ce mariage est née une petite fille prénommée Chase Anela Rolison. Ils ont divorcé en 2004. En juin 2016, elle a annoncé avoir adopté un petit garçon de 10 mois appelé Chance.

## Discographie

### AvecTLC
- 1992 : Ooooooohhh... On the TLC Tip
- 1994 : CrazySexyCool
- 1999 : FanMail
- 2002 : 3D
- 2017 : TLC

### Singles en solo
- 1996 : Touch Myself
- 2000 : My Getaway
- 2013 : Champion
- 2014 : Rebel Yell (ft. Lil Wayne)

### Collaborations et participations
- 1996 : Ghetto Love (Da Brat ft. T-Boz)
- 2000 : Tight to Def (Mack 10 ft. T-Boz)
- 2002 : Different Times (Raphael Saadiq ft. T-Boz)
- 2012 : Red Planet (Little Mix ft. T-Boz)

## Filmographie

### Cinéma
- 1998 : Belly : Tionne
- 2013 : CrazySexyCool: The TLC Story : elle-même

### Télévision
- 2016 - : "Des jours et des vies" : Sheila